# (21922) Mocz
(21922) Mocz (1999 VK49) – planetoida z pasa głównego asteroid okrążająca Słońce w ciągu 3,37 lat w średniej odległości 2,25 j.a. Odkryta 3 listopada 1999 roku.